# 埃伯巴克-塞尔茨
埃伯巴克-塞尔茨（法語：Eberbach-Seltz，发音：[ebəʁbak.sɛlt͡s] 或 [ebəʁbax.sɛlt͡s]；德语：Eberbach）是法国下莱茵省的一个市镇，属于阿格诺-维桑堡区（Haguenau-Wissembourg）和维桑堡县（Wissembourg）。该市镇总面积4.14平方公里，2009年时的人口为403人。

## 人口
埃伯巴克-塞尔茨人口变化图示